# بن رایت (بازیگر انگلیسی)
بنجامین هانتینگتون رایت (به انگلیسی: Benjamin Huntington Wright، ۵ مهٔ ۱۹۱۵ — ۲ ژوئیهٔ ۱۹۸۹) یک بازیگر انگلیسی بود. او بیشتر برای بازی در نقش آقای زلر در اشک‌ها و لبخندها (۱۹۶۵) شناخته شده‌است. او همچنین، نقش‌های متعددی را در فیلم‌های سرشناس، بازی کرد و به عنوان صداپیشه، در فیلم‌های پویانمایی استودیوهای دیزنی نقش ایفا کرد.

## اوایل زندگی
بن رایت در ۵ مهٔ ۱۹۱۵ در لندن از پدری آمریکایی و مادری انگلیسی زاده شد. در ۱۶ سالگی وارد آکادمی سلطنتی هنرهای دراماتیک شد. پس از فارغ‌التحصیلی، در چندین نمایش صحنه‌ای وست اند بازی کرد. هنگامی که جنگ جهانی دوم آغاز شد، او برای شرکت در جنگ نام‌نویسی کرد و در لشکر تفنگ‌داران سلطنتی پادشاه خدمت کرد. رایت در ۱۹۴۶ برای شرکت در عروسی یکی از خویشاوندان هم‌نیاییِ خود، به ایالات متحدهٔ آمریکا آمد و ساکن هالیوود، لس آنجلس شد.

## درگذشت
در ۲ ژوئیهٔ ۱۹۸۹، رایت در ۷۴ سالگی در مرکز پزشکی سنت جوزف واقع در بربنک، کالیفرنیا، پس از انجام جراحی قلب درگذشت.